# H1N1亜型
H1N1亜型（エイチいち(ワン)エヌいち(ワン)あがた Influenza A virus subtype H1N1）はA型インフルエンザウイルスの亜型の一つである。H1N1、A(H1N1) とも表記される。このうちA(H1N1)pdm09と呼ばれる系統がヒトの間で毎年流行している。
ヒトの季節性インフルエンザを引き起こすウイルスであり、2017/18シーズン現在、H3N2、B型と並んで例年流行している。また、ブタの間で伝染する株もある（ブタの伝染株については豚インフルエンザの項目も参照）。鳥類からも、さまざまな種類の変異株が発見された。
低病原性のH1N1は、世界中に広く分布しており、2006年にヒトに感染したインフルエンザウイルスの約半数を占めている。 スペインかぜとしてパンデミック（世界的流行）を起こしたウイルスもこの亜型の株であり、1918年から1919年の間に5000万人から1億人の死者を出した（詳細は後述）。
1977年にソ連かぜが登場してからはAソ連型が季節性インフルエンザとして例年流行するようになり、2008/09シーズンまで続いた。末期にはオセルタミビル耐性株が広まり、2008/09シーズンには大部分が耐性株となった。しかし2009/10シーズン以降はAソ連型は全く報告されていない。
2009年には新型インフルエンザとしてA(H1N1)pdm09が登場し、パンデミックを引き起こした（後述）。以降はこれがAソ連型に取って代わって流行を続けている。
2005年、H1N1のゲノムが科学雑誌サイエンスで発表されたが、このゲノム情報がバイオテロに使われる恐れがあるとして論争が起こった。同誌には
「1918年のスペインかぜを起こした株と現在の株を比較した場合、約4400のアミノ酸のうち、25個から30個程度しか変異していないことが判明した。この変異によってトリ由来のウイルスがトリからヒト、さらにヒトからヒトへと感染するようになった。」とある。

## 著名な流行

### スペインかぜ

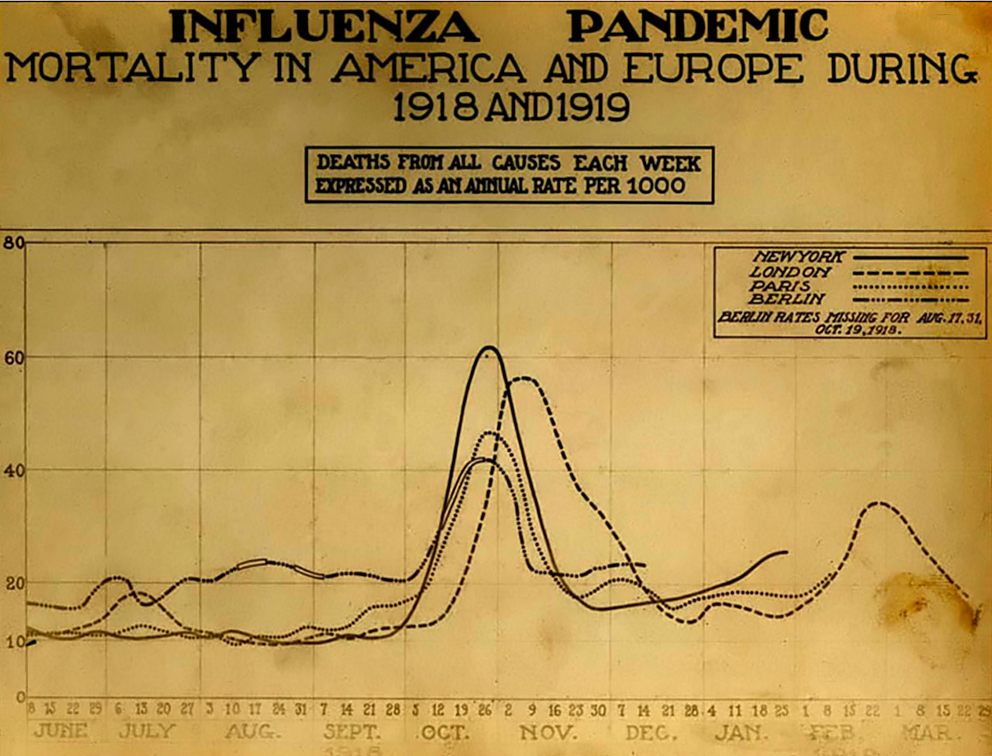
アメリカとヨーロッパにおけるスペインかぜの死者数

スペインかぜは非常に致死率の高い悪性の変異株によって起こったインフルエンザパンデミックである。第一次世界大戦中の1918年から1919年の間に流行し、5000万から1億人の感染者が死亡した。他の伝染病、戦争、自然災害などと比較しても、最も短期間で多くの死者を出した出来事であった。
スペインかぜはH1N1のインフルエンザウイルスによって起こったものであるが、H5N1やH5N2によって引き起こされるトリインフルエンザと類似性が見られる。
一説には、H5N1と同様に全身にサイトカインストームを引き起こすため、致死率が高かったというものがある。この説による機序であるが、スペインかぜを起こしたウイルスは肺細胞に対して影響を及ぼし、結果肺組織においてサイトカインが過剰に分泌され免疫系を刺激する。これによって白血球が肺に移動し、肺の細胞を破壊して出血を伴う中程度から重度の肺胞炎、肺胞浮腫を引き起こすことで、患者は呼吸困難に陥る。このようなサイトカイン・ストームは、幼児や高齢者より、健康で免疫系が正常な若年の患者に起こりやすい。

### ソ連かぜ
ソ連かぜは、1977年から1978年にかけてソ連で流行したA/USSR/90/77 (H1N1)によって起こったインフルエンザのエピデミック（局地流行）である。よく似た株によるインフルエンザが1947年から1957年にも流行したため、免疫を持たない23歳未満の子供や青年に感染した。パンデミックと言われることもあるが、主に青年のみに感染したため厳密にはパンデミックではない。1978年から1979年にかけて製造されたワクチンにはこのウイルスが含まれている。日本ではH1N1をソ連型、もしくはAソ連型と呼ぶこともある。ソ連かぜは研究所に保存されていたウイルスが何らかの理由で流出したことが原因といわれている。

### 2009年の流行（パンデミック2009H1N1）
2009年の春頃から2010年3月にかけて米国から世界中でH1N1亜型による新型インフルエンザが流行（パンデミック2009H1N1/H1N1pdm09）した。豚の間で流行っていた豚インフルエンザのウイルスがヒトに感染するようになったことに起因するとされる。メキシコで流行した後に全世界へ拡大しており、2009年6月12日には世界保健機関 (WHO) が世界的流行病（パンデミック）と宣言し、警戒水準もフェーズ6に引き上げられた。当初のメキシコにおける流行では感染死亡率の高さから注目されたが、その後の分析によって季節性インフルエンザ並みかそれ以下の致死率 (0.045%)とされている。今回の流行により、2010年1月までに全世界で1万4千人以上の死者を出している（ECDC – 2010年1月18日）。